# Marsz–1
A Marsz–1 a szovjet Marsz-program első űrszondája, amely 1963-ban megközelítette a Mars bolygót.

## Küldetés
1962. november 1-jén egy háromfokozatú Proton hordozórakétával, Bajkonurból indították Föld körüli parkolópályára, amelyről egy gyorsítófokozattal állították a Mars felé vezető pályára. Az első Mars-szonda. Repülés közben, a tájolóberendezés hibája miatt 1963. március 21-én a Földtől 106 millió, a Marstól 193 000 kilométerre megszakadt a kapcsolat.

## Jellemzői
Feladata volt a Mars elérése, közelrepülés közben fotótelevíziós felvételek készítése. Repülés közben a kozmikus sugárzás, a napszél, az interplanetáris mágneses tér és a meteoritáramok tanulmányozása. Első nemzedékbeli sorozat, mintegy 1 tonna tömegével, nagyon hasonlított a Zond-program és a Venyera-program első űrszondáihoz. Hossza 3,3 méter, maximális átmérője 1,1 méter, a napelemszárnyak mérete 4 méter volt. Két fő egységből, a szállító- és a műszeres egységből állt. A szállítóegységben volt a vezérmű, a tájoló, a hőszabályozó és a rádió adó-vevő rendszer. A műszeres egységben fotótelevíziós felvevő és mérőműszerek kaptak helyet. A szondával 5 naponként létesítettek kétoldalú rádiókapcsolatot a telemetriai és tudományos mérési adatok vételére, utasítások küldésére. Pályája során két meteorrajon haladt keresztül.